# Ron Korb

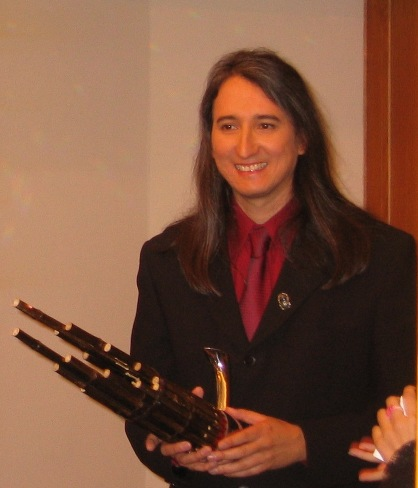
Ron Korb

Ron Korb ist ein kanadischer Flötist der New-Age- und Weltmusik. Er ist auch ein Komponist und Musikproduzent. Sein Wohnort ist Toronto, Ontario, in Kanada. Er spielt viele verschiedene Flöteninstrumente aus aller Weit und studierte viele Themen, sowohl aus Klassik, Jazz und keltischer als auch südamerikanischer und asiatischer Musik sowie Töne und Rhythmen des Mittleren Ostens.

## Leben
Korbs musikalische Erziehung begann in der Grundschule mit einer Blockflöte; in seiner Jugend schloss er sich einem irischen Spielmannszug an. Während des Besuchs des Königlichen Konservatoriums der Musik hat Korb mehrere örtliche Musikwettbewerbe gewonnen. Später besuchte er die York-Universität für ein Jahr, um seine Jazzerfahrungen zu erweitern. Er erhielt ein Stipendium für klassische Flöte an der University of Toronto, wo er sein Studium als Interpret mit Auszeichnung beendigte. Sein hauptsächlicher Professor war Douglas Stewart. Zusätzlich nahm Korb an Meisterklassen teil, bei Robert Aitken in Shawnigan, bei Raymond Guiot in Domaine Forget, bei Michel Debost in Assisi und bei Severino Gazzelloni in Siena in Italien. Später entdeckte er die chinesischen Flöten (Chin.: 笛子, Pinyin: dÍ zÎ). Der Klang der asiatischen Flöten fasziniert ihn. Deshalb zog er nach Japan, um die japanische Gagaku-Hofmusik und die traditionellen Shinobue und ryūteki-Bambusflöten mit Michiko Akao zu studieren. Seitdem ist er beim Besuch fremder Länder auf der Suche nach überlieferter Musik und Instrumenten. Inzwischen hat er eine Sammlung von über 200 Flöten aus aller Welt.
Korb hat über 30 Solo-Aufnahmen in 20 Ländern mit verschiedenen Musikverlagen veröffentlicht. Er hat auch bei Aufnahmen von vielen bekannten Künstlern wie Olivia Newton-John, Liona Boyd, Mychael Danna, Jim McCarty, der Renaissance (Band) und bei der Weltjugendtag-Aufnahme für Papst Johannes Paul II. mitgewirkt. Als Studiomusiker war er an Film- und Fernsehproduktionen beteiligt. Er hat bei vielen mit Gemini oder Genie ausgezeichneten und bei den Internationalen Filmfestspielen von Cannes prämierten Projekten gespielt. Er hat auch in Oscar-nominierten Filmen von Regisseuren wie Ang Lee, Atom Egoyan, John Woo und Mira Nair gespielt. In Robert Lepages Film No spielte Korb den Nokan vor der Kamera, in der ersten Szene, in traditioneller Kimono-Kleidung.
Korb ist auf allen fünf Kontinenten aufgetreten und hat an prominenten Orten Konzerte gegeben, etwa in der Smithsonian Institution in Washington DC, auf dem Glastonbury Festival in England, im Nationaltheater von Panama, dem Heian-Jingü in Kyoto Japan, der Zhong Shan Halle in Formosa, dem Shanghai Internationale Musik Festival, dem Century Theater in Peking und der Sun Yat-sen Memorial Halle in Guangzhou China. Außerdem hat er Kanada auf der Expo 2005 in Nagoya Japan vertreten. Darüber hinaus war er als Vorgruppe für Cesária Évora und mit dem Sänger Dadawa auf Tour in China und Kanada.
2008 wurde Korb ersucht, ein Lehrbuch mit Flöten- und Klavier-Stücken zusammenzustellen, das der australischen Musik Prüfungsausschuss für Querflöte auf den Lehrplan setzte.

## Kompositionen
Korb komponiert eine kulturell vielfältige Musik. Viele seiner Lieder beruhen auf Geschichten. Diese wiederum wurden ihm zugängig durch die Erforschung seiner multikulturellen Herkunft und seinen umfangreichen Reiseerfahrungen. Neben seinen instrumentalen Stücken hat Ron Korb auch Lieder für die wichtigsten asiatischen Sänger geschrieben. Sein Lied für Alan Tam (Chin.: 譚詠麟) erreichte Doppel-Platin Umsatz. Ein anderes Lied für den „Paten von Cantopop“ Roman Tam (Chin.: 羅文) gewann als beste originale Komposition in den Auszeichnungen der RTHK, Hong Kongs Äquivalent den Grammy. Korb hat auch ein Lied für die Olympischen Spiele geschrieben, für die sich Toronto beworben hatte. Diese Komposition wurde von dem Toronto Symphony Orchestra aufgeführt. Korb komponierte auch Musik für Film, Tanz und Theater.

## Diskografie
- 2018: World Café
- 2015: Asia Beauty
- 2013: Europa
- 2010: Oriental Angels vs Ron Korb DVD, China
- 2009: Once Upon A Time (龍笛傳說), Taiwan
- 2009: Dragon Heart (龍の心)
- 2008: Native Earth (聖靈大地)
- 2007: Ron Korb 龙笛-当代第一魔笛
- 2006: East West Road
- 2005: Rainforest Flute
- 2005: Seasons: Christmas Carols – with Donald Quan
- 2004: Ron Korb Live-DVD
- 2004: Ron Korb Live-CD
- 2004: Celtic Quest (重返祕世界)
- 2003: The World Of Ron Korb
- 2000: Celtic Heartland (心靈祕境)
- 1999: Mada Minu Tomo e
- 1999: Taming The Dragon (龍笛)
- 1995: Behind The Mask (東方戀)
- 1994: Flute Traveller
- 1993: Japanese Mysteries – with Hiroki Sakaguchi
- 1990: Tear Of The Sun – with Donald Quan